# Ricky Phuka
Ricky Phuka (ur. 13 czerwca 1963 – zm. kwiecień 2011) – malawijski piłkarz grający na pozycji napastnika. W swojej karierze grał w reprezentacji Malawi.

## Kariera klubowa
Swoją karierę piłkarską Phuka rozpoczął w klubie Limbe Leaf Wanderers, w którym zadebiutował w 1983 roku. W 1985 roku zdobył z nim Puchar Malawi. Od 1986 roku grał w RPA. W 1986 roku był zawodnikiem Kaizer Chiefs FC, w 1987 - Giant Blackpool, a w 1988 - Bush Bucks FC. W latach 1989–1994 występował w Moroka Swallows FC. W sezonach 1989 i 1991 zdobył z nim Puchar RPA. W 1995 roku zakończył karierę jako gracz African Wanderers FC.

## Kariera reprezentacyjna
W reprezentacji Malawi Phuka zadebiutował w 1984 roku. W tym samym roku został powołany do kadry na Puchar Narodów Afryki 1984. Na tym turnieju zagrał w dwóch meczach grupowych: z Algierią (0:3) i z Nigerią (2:2). W kadrze narodowej grał do 1985 roku.